# كرة القدم في كندا
كرة القدم في كندا هي الرياضة الأكثر شعبية من حيث نسبة المشاركة. وفقًا للإحصاء الكبير في فيفا، لعب 2,695,712 شخص كرة القدم في كندا في عام 2006. تُلعب كرة القدم الاحترافية في كندا في الدوري الأمريكي لكرة القدم والدوري الكندي الممتاز ودوري كرة القدم المتحدة سابقًا. يوجد في كندا أيضًا العديد من بطولات كرة القدم شبه المحترفة وللهواة. احتلت فرق كرة القدم الوطنية للرجال والنساء في كندا المرتبة 78 و7 على التوالي في تصنيفات فيفا العالمية اعتبارًا من 1 سبتمبر 2019.

## التسمية
تُلعب كرة القدم في كندا وفقًا لقواعد اتحاد كرة القدم. ما يسمى كرة القدم في كندا اليوم كان يُعرف عمومًا باسم كرة القدم في كندا في الأيام الأولى للرياضة، كما هو معروف في معظم أنحاء العالم اليوم.
كان اتحاد كولومبيا البريطانية لكرة القدم أول اتحاد إقليمي لكرة القدم تأسس في كندا عام 1891. تبعه اتحاد مانيتوبا لكرة القدم عام 1896 واتحاد أونتاريو لكرة القدم عام 1901 واتحاد ساسكاتشوان لكرة القدم عام 1906 واتحاد ألبرتا لكرة القدم عام 1909 واتحاد كرة القدم في أونتاريو عام 1901 اتحاد مقاطعة كيبيك لكرة القدم عام 1911.
تأسس اتحاد دومينيون كندا لكرة القدم في عام 1912. احتفظ مجلس إدارة اللعبة بهذا الاسم حتى تغيير إلى اتحاد كرة القدم الكندي في 6 يونيو 1952. غير الاتحاد اسمه لاحقًا إلى الاتحاد الكندي لكرة القدم في عام 1958 ثم أخيرًا إلى الاتحاد الكندي لكرة القدم عام 1971.

## خلفية تاريخية

### التاريخ المبكر
لُعبت إحدى أولى مباريات كرة القدم في تورنتو عام 1859 بين جمعية سانت جورج وفريق من الأيرلنديين. أقيمت المباريات في نيو وستمنستر عام 1862 وفي فيكتوريا عام 1865. وأقيمت أول مباراة وفقًا للقواعد الحديثة في تورنتو عام 1876، وبعد ذلك شُكل اتحاد دومينيون لكرة القدم، وهو أول اتحاد كرة قدم مسجل خارج الجزر البريطانية، في تورنتو في 1877 لتعزيز المنافسة بين الأطراف المحلية. نُشر أول كتاب عن كرة القدم في كندا في تورونتو عام 1879 في الخامس من مارس.
في عام 1880، شُكل الاتحاد الغربي لكرة القدم في برلين (الآن كيتشنر)، أونتاريو ولعب دورًا رئيسيًا في التطور اللاحق للرياضة في جميع أنحاء جنوب أونتاريو. في حوالي عام 1900، كان لدى الاتحاد الغربي لكرة القدم فرق في جميع أنحاء أونتاريو الغربية في بلديات مختلفة بما في ذلك سيفورث وميلدماي وليستاول ووودستوك وإنغريسول وبركسل ودونداس وأيلمار وآير وافيستوك وبريستون وغالت وبرلين.
في عامي 1885 و1886، أرسل الاتحاد الغربي لكرة القدم فرقًا إلى نيوجيرسي للعب المباريات الداخلية والخارجية ضد فرق تمثل الاتحاد الأمريكي لكرة القدم، ثم الهيئة الإدارية غير الرسمية لكرة القدم في الولايات المتحدة. في أول حدث دولي غير رسمي بين البلدين في عام 1885 هزمت كندا الولايات المتحدة 1-0 في شرق نيوارك، نيو جيرسي. وبعد عام فاز الجانب الأمريكي 3-2 في نفس اللعبة. لعبت فرق من المنظمتين بين بعضها على جانبي الحدود بانتظام في السنوات التالية.
في عام 1896، شُكل اتحاد مانيتوبا لكرة القدم في 19 مارس في براندون.
في عام 1901 شُكل اتحاد أونتاريو لكرة القدم في تورنتو وبدأت المنافسة على كأس أونتاريو. فاز فريق غالت بالنسخة الأولى من البطولة التي ما تزال جارية. مثلوا الاتحاد الغربي لكرة القدم في دورة الألعاب الأولمبية عام 1904 في سانت لويس بولاية ميسوري، وفازوا بالميدالية الذهبية. شارك فريقان فقط، كلا الفريقين الأمريكيين.
في عام 1905، شُكل اتحاد كرة القدم في ساسكاتشوان في مقاطعة ساسكاتشوان، وبحلول عام 1911 شُكل اتحاد مقاطعة كيبيك لكرة القدم في مونتريال مع فرانك كالدير، أول رئيس لدوري الهوكي الوطني، ولعب دورًا رائدًا في تشكيل اتحاد مقاطعة كيبيك لكرة القدم. تأسس اتحاد ألبرتا لكرة القدم في نفس العام.
لُعبت أول مباراة على مستوى عالٍ على الإطلاق في فانكوفر بين كاليس وروفرز عام 1910. تأسس اتحاد دومينون الكندي المعروف اليوم باسم اتحاد الكندي لكرة القدم في وينيبيغ مانيتوبا في يوليو/ تموز عام 1912. وفي الاجتماع، انضم اتحاد مانيتوبا لكرة القدم مع رابطة المقاطعات في أونتاريو وأونتاريو الجديدة وكيبيك وساسكاتشوان وألبيرتا لتشكيل الاتحاد الوطني. وأصبحت المنظمة عضوًا في الاتحاد الدولي لكرة القدم 31، 1912. وفي عام 1926، تأسس الدوري الوطني لكرة القدم مع فرق في أونتاريو وكيبيك. استقال اتحاد دومينون لكرة القدم من الاتحاد الدولي لكرة القدم في يونيو/ حزيران عام 1926، وبقي خارج الهيئة الإدارية العالمية، على غرار الرابطات البريطانية التي بقيت في نقاش حول الدفعات المفقودة للاعبين الهواة. وقد وقع اللاعب وايتي ماكدونالد مع نادي رينجرز الإسكتلندي في العشرينيات من القرن الماضي الذي راقبه بعد قيام الأول بجولة في أمريكا الشمالية.
كافح اتحاد دومينون الكندي لكرة القدم ماليًا خلال الكساد الكبير في ثلاثينيات القرن العشرين ولم تكن لديه القدرة على عقد الاجتماعات السنوية في عامي 1932 و1933، ومن 1935 إلى 1940. وخلال هذه الفترة كانت الأعمال تؤدى عن طريق البريد. وفي مرحلة ما، أقرض رئيس مونتريال ليونارد بيتو اتحاد دومينون الكندي مبلغًا كبيرًا من المال لدرء الإفلاس. أعيدت الأموال بشكل كامل في وقت لاحق. ورغم الأوقات العصيبة، وقع حارس مرمى مونتريال جو كنواي مع النادي العملاق الإسكتلندي جلاسجو سيلتك عام 1941، وكانت صفقة ناجحة. توج تورنتو الإسكتلندي بكأس الأبطال عام 1933 بهزيمة صاحب اللقب وبطل الولايات المتحدة ستكس باير وفولر لكرة القدم على استاد سولجر بشيكاغو بنتيجة هدفين لهدف واحد.

### 1945 – 1979
في يوليو/ تموز عام 1946، عقد اتحاد دومينون الكندي لكرة القدم اجتماعات لإعادة التنظيم في وينيبيغ مانيتوبا. في الرابع والعشرين من شهر يوليو/ تموز عام 1948 أصبح الاتحاد عضوًا في الاتحاد الدولي لكرة القدم مرة أخرى. في السادس من شهر يونيو/ حزيران عام 1952 غيرت الرابطة اسمها إلى الاتحاد الكندي لكرة القدم. في عام 1958، غير الاتحاد مرة أخرى اسمه ليصبح هذه المرة اتحاد كرة القدم الكنديين. بذلك، يكون قد غير اسمه أكثر من مرة في عام 1971، واستقر أخيرًا على اسم اتحاد الكنديين لكرة القدم.
في عام 1957، دخل منتخب كندا تصفيات كأس العالم لأول مرة في تاريخه وقابل الولايات المتحدة والمكسيك خلال التصفيات المؤهلة للنهائيات في السويد عام 1958. فازت كندا في أولى مبارياتها خلال التصفيات ضد الأمم المتحدة بنتيجة 5-1 في تورنتو، لكنها خسرت أمام المكسيك عندما قابلتها في مناسبتين وبنتيجة 0-2 و 0-3 في العاصمة المكسيكية مكسيكو. في الأدوار النهائية من دور المجموعات، هزمت كندا الولايات المتحدة بـ ثلاثة أهداف لهدفين في سانت لويس لكن تصدرت المكسيك المجموعة وتأهلت إلى نهائيات كأس العالم.
من أربعينيات إلى ستينيات القرن العشرين، كان لدى كندا أربع دوريات كبرى دوري ساحل المحيط الهادئ (أعيد تأسيسه في 1939) والرابطة الوطنية في أونتاريو/ كيبيك (أعيد تأسيسه عام 1947) ورابطة كندا الغربية (تأسست عام 1963) في أواخر أربعينيات القرن العشرين. كانت الرابطة الكندية الغربية أول رابطة على الإطلاق تنتظم في ثلاث ومن ثم أربع مقاطعات، بالرغم من أن الرابطة قد توقفت عام 1971.
في ستينيات القرن العشرين، كانت هناك جهود مشتركة لدفع كرة القدم المحترفة في كندا إلى الأمام. وقد تأسست رابطة المحترفين لكرة القدم في شرق كندا عام 1961 وكانت لديها فرق مميزة في تورنتو ومونتريال وهاملتون و(لموسم واحد) بافالو ونيويورك.